# Paulo Jorge Espirito Santo
Paulo Jorge Esperito Santo, né en 1965, est un homme politique santoméen. Il est fait ministre des Affaires étrangères en juillet 1999 et démissionne officiellement le 5 avril 2000.